# TFX
TFX is een Franse commerciële televisiezender en maakt deel uit van de TF1-groep. De zender is op 31 maart 2005 begonnen met uitzenden onder de naam NT1.
Het kanaal is in Frankrijk te ontvangen via de TNT, de kabel, satelliet, en IPTV.